# 長崎水族館
長崎水族館（ながさきすいぞくかん）は、かつて長崎県長崎市宿町3番地に存在した水族館である。

## 概要
1959年（昭和34年）4月1日、長崎国際文化センター建設事業の一環としてオープン。敷地面積99,000m2（本館3,851m2）。長崎観光開発株式会社により運営されていた。
国道34号および国道251号沿線上にあり、観光ルートの一部として機能した。28年間に渡って本館で飼育されたコウテイペンギンの「フジ」をはじめ7種120羽のペンギンが暮らすペンギン王国と呼ばれ、ペンギンの園内散歩も有名だった。水族館本館にはペンギンのほか、魚類などの水槽、魚の生態・加工方法などを解説する水産科学展示室が設けられた。園内には本館に加えて動物園や遊園地、プールも設けられ、長崎市民をはじめ多くの観光客が訪れた。
しかし、施設の老朽化・陳腐化・入場者減少のため経営が行き詰まり、1998年（平成10年）3月31日で営業を終えた。その後市民の要望により、隣接地に移転、規模も縮小した上で2001年（平成13年）4月22日に長崎ペンギン水族館としてリニューアルオープンした。長崎水族館の閉館後、長崎ペンギン水族館の開館までは「長崎水族飼育会」により生物の飼育が続けられた。飼育されていたオウサマペンギン20羽のうち15羽は2001年3月19日に徒歩で400m先の長崎ペンギン水族館まで移動した。
本館は武基雄が設計したもので、壁面に五島石があしらわれ、エントランスホールの内壁には脇田和制作の白磁製レリーフ“日本の真珠”（1962年完成）が飾られていた。水族館営業終了後は改装されて長崎総合科学大学シーサイドキャンパスの校舎となっている。本館正面の「長崎水族館」の銘板は現存する。

## ペンギン飼育
昭和30年代の長崎水族館では、大洋漁業（現・マルハニチロ）の捕鯨船が南氷洋で捕らえて持ち帰ったペンギンの提供を受けることで、数々の貴重なペンギンを飼育していた。初めて飼育されたペンギンは1959年（昭和34年）2月3日に大阪府・安治川埠頭で鯨肉運搬船「第三十六大洋丸」より提供されたヒゲペンギン4羽（8月5日入館）で、2度目は1961年（昭和36年）2月10日に東京都・晴海埠頭で鯨肉運搬船「播州丸」より提供されたアデリーペンギン3羽（2月11日入館）、3度目は同年4月7日に神奈川県・横須賀港で捕鯨母船「錦城丸」より提供されたジェンツーペンギン7羽とマカロニペンギン1羽（4月8日入館）、4度目は1962年（昭和37年）4月24日に横須賀港で捕鯨母船「第二日新丸」より提供されたオウサマペンギン12羽（4月27日入館）、最後となる5度目は1964年（昭和39年）3月28日に捕鯨母船「第二日新丸」より提供されたコウテイペンギン1羽（3月29日入館）であった。
最初に提供されたヒゲペンギンは氷12kgを入れた蓋付き二重張りのトタン製保冷缶に1羽ずつ収容され、当時は珍しかった冷房付きタクシーに載せて下関から長崎まで輸送された（他に氷蔵の鮮魚運搬車や特急さくらによる輸送も考案された）。季節は真夏であったが車内はかなりの低温になるため、館員と運転手はオーバーとマフラーを着込んで防寒したが、それでも冷凍機の凍結や窓ガラスの曇り、手の悴みなどに苦闘し、長崎には予定を大幅に遅れて到着した。真夏の我慢比べのようなその様子は行く先々で通行人の視線を集めた。1961年に提供された各ペンギンは前述の保冷缶に収容されたのち、羽田空港から深夜便ムーンライトで板付空港まで貨物として空輸された。1962年に提供されたオウサマペンギンもムーンライトで空輸されたが、その収容には新たに網張りの木箱が使用された。ムーンライトが出発する深夜まで空港内で待機する間、ペンギンを一目見ようとスチュワーデスが訪ねてくることもあった。
こうしてはるばる長崎水族館へとやってきたペンギンたちも、原住地が病原体の少ない低温乾燥地帯で抵抗力を持たないことから、コウジカビの一種アスペルギルス・フミガーツスが気嚢に寄生して生じる黴性肺炎（アスペルギルス症）を患い短期間で死んでしまう個体が多かった。最初に飼育されたヒゲペンギン4羽も1962年までに全て死亡している。1954年に上野動物園が水虫薬であるオーレオスライシンによる治療法を確立していたが、当時この薬は大変高価で、一定以上進行した病状には効果がなかった。それでも長期生存した個体もおり、1961年2月に入館したアデリーペンギンのうち1羽が14年間、同年4月に入館したマカロニペンギンが12年7ヶ月間生存した。1962年4月に入館したオウサマペンギンのうち6羽は20年以上生存し、2羽は30年を超え、最後の1羽はあらゆるペンギンを含めて世界最長の飼育記録（39年9ヶ月15日）を達成した。1964年3月に入館したコウテイペンギンも28年5ヶ月間飼育され、同種としては世界最長の飼育記録を残した。
開館当初の長崎水族館は飼育が比較的容易なフンボルトペンギンの飼育経験すらないまま難易度の高い極地性ペンギンの飼育を手掛けることとなったため暗中模索の連続であったが、先進の上野動物園や下関市立水族館（現・下関市立しものせき水族館）に倣いつつ次第にノウハウを獲得した。上野動物園で実施されている「上野方式」と呼ばれるペンギンの屋外飼育法の一部を採り入れ、毎日朝夕に屋内外を往来させる「長崎方式」を確立。この長崎方式の往来習慣が現在も各地の動物園・水族館で続くペンギンの散歩の発祥となった。1965年9月2日には国内で初めてオウサマペンギン「ペギー」の繁殖に成功し、日本動物園水族館協会および東京動物園協会より繁殖賞・高碕賞・技術研究表彰を受けた。1966年8月12日、1967年8月19日、1969年8月16日にもそれぞれ国内2例目・3例目・5例目の繁殖に成功した。

### ペンギンの散歩
長崎水族館はイギリス・エディンバラ動物園と並んでペンギンの散歩（パレード）発祥の地である。
極地性のペンギンを寒冷季に限り屋外飼育する上野動物園の「上野方式」の一部を採り入れて考案された、寒冷季の開館時間内に限り屋外飼育する「長崎方式」による飼育において、毎日ペンギンたちを屋内外を徒歩で往来させていたことが始まりである。ペンギンの屋外飼育は日光浴による健康増進と繁殖刺激に効果的であったが、長崎水族館では屋外飼育場に適当なアザラシ池が柵の低さから夜間に野犬などの侵入を受ける恐れがあったことによるものである。
屋外飼育は1963年1月8日より実施され、毎日午前8時と午後5時にペンギンたちを屋内ペンギン室と屋外アザラシ池（“冬の家”と呼ばれた）の間およそ100mを徒歩で往来させた。散歩の様子は現在のペンギンパレードのようにショー形式で公開されるものではなかったが、偶然居合わせた客であれば観覧できた。散歩を習慣化させる調教に10日ほど要したが、以降は飼育員1名の随伴のみで自主的に行進するようになった。ペンギンたちは毎回決まった配置で隊列を組み、道中の階段や排水溝も上手に乗り越え、曲がり角が8ヶ所ある道順は翌シーズンにも問題なく憶えていた。
屋外飼育は当時飼育羽数の多かったオウサマペンギンをメインに構成されたが、コウテイペンギン、アデリーペンギン、ヒゲペンギン、マカロニペンギンも参加した。コウテイペンギンはのちに片足を痛めて不参加となり、ペンギン室でオウサマペンギンの幼鳥とともに留守番の身となったが、夕刻に仲間の一行が戻ってくると嬉しそうに出迎えていた。なお、アザラシ池のアザラシがペンギンに危害を加えることはなく、むしろ遠慮気味であった。
“冬の家”では1967年（中断を経て1974年より改良して再開）から台乗り・飛び込みなどの集団調教も行われた。屋外飼育の実施期間は最初の1963年には64日間だったが次第に延長されて、1965年以降は170日前後となった。“冬の家”は1972年に錦鯉池に設置した専用設備に変更され、さらに1987年には新設されたパノラマ式屋外飼育場「ペンギンランド」へと変更された。当時調教されていた「台乗り」は、現在の長崎ペンギン水族館で行われているペンギンパレードの「橋渡り」（上り坂・平面部・下り坂を備えた台をペンギンたちが渡るパフォーマンス）として受け継がれている。

### 飼育されていたペンギン
1959年4月の長崎水族館オープン当時はペンギン飼育室が未完成で、第二工期分に別館として建設予定であったが、ヒゲペンギン入来に合わせて本館1階の倉庫が急遽改装され、1959年8月5日に完成した。飼育室は面積56m2（このうち12m2はプールで深さは80cm）、容積106m3で、隣に11m2の予備室を備え、室温は5～6℃に保たれた。本来は倉庫のため位置は観覧に不便であったものの設備においては当時の国内最新鋭で、「長崎一空気のきれいな部屋」とも言われた。
1973年には飼育種類数が8種（延べ9種）と国内最多となった。1962年の3月頃（初入館したヒゲペンギンの最後の1羽が死亡）から4月27日（オウサマペンギン初入館）の間はアデリーペンギンとマカロニペンギンが1羽ずつのみと飼育羽数が最も少なかった。
1998年の閉館時にはオウサマペンギン・ジェンツーペンギン・イワトビペンギン・マカロニペンギン・フンボルトペンギン・マゼランペンギン・ケープペンギンの7種120羽が飼育されており、その全てが長崎ペンギン水族館へと移された。閉館までの39年間に延べ10種（上記に加えコウテイペンギン・アデリーペンギン・ヒゲペンギン）のペンギンを飼育した。
コウテイペンギンは1964年3月29日から1992年8月28日まで、アデリーペンギンは1961年2月11日から1975年2月13日まで、ヒゲペンギンは1959年8月5日から1974年12月25日まで（1962年3月～1963年6月は中断）飼育され、貴重なこの南極種3種が国内で唯一揃っていた時期もあったが、それ以降は飼育されていない。コウテイペンギンは死亡当時国内最後の1羽、アデリーペンギンとヒゲペンギンもいずれも死亡当時国内最後の2羽のうち1羽であった。ヒゲペンギンは2015年3月20日に長崎ペンギン水族館で41年ぶりに飼育が再開された。
なお、長崎水族館では「オウサマペンギン」「コウテイペンギン」の呼称を用いてきたが、長崎ペンギン水族館としてリニューアルオープン直前の2001年2月に「キングペンギン」「エンペラーペンギン」に変更した。
飼育種類数（延べ数）
1959～1960年：1種、1961～1963年：4種、1964～1971年：5種、1972年：6種、1973年：9種、1974年：7種、1975年：6種、1976～1982年：5種、1983年：6種、1984年：7種、1985～1992年：8種、1993～1998年：7種、【以下閉館後】1999～2001年：7種
飼育羽数（延べ数）
1959～1960年：4羽、1961年：14羽、1962年：15羽、1963年：12羽、1964年：14羽、1965～1967年：15羽、1968年：14羽、1969～1970年：15羽、1971年：14羽、1972年：18羽、1973年：24羽、1974年：17羽、1975～1976年：23羽、
1977年：22羽、1978年：24羽、1979年：28羽、1980年：32羽、1981年：38羽、1982年：42羽、1983～1985年：43羽、1986年：42羽、1987年：50羽、1988年：55羽、1989年：52羽、1990～1991年：64羽、1992年：77羽、
1993年：90羽、1994年：97羽、1995年：108羽、1996年：111羽、1997～1998年：115羽、【以下閉館後】1999年：111羽、2000年：113羽、2001年：120羽

## 長崎大水害の被害
1982年（昭和57年）7月23日の長崎大水害では浸水や停電の被害を受けた。
夕刻からの集中豪雨で園内が浸水し、周囲より低地にある本館1階も午後7時40分頃に浸水。屋外池では錦鯉などが流失した。午後8時頃には停電し、直後に本館1階の水位が1.2mに達した。1階・電気室の自家発電機も冠水で24時間後まで稼働不能となり、水系循環が停止して水槽で飼育中の魚類が多数死亡した。1階・水産科学展示室でも展示品が水没、散乱した。1階・ペンギン室にも排水逆流による浸水が生じ、ペンギンたちは暗闇の中濁水を泳いでいた。真夏の長時間に渡る停電により室温は上昇し、コウテイペンギンなど極地性ペンギンの健康への影響が懸念されたが、国道34号や長崎バイパスの不通で長崎市街方面との交通が途絶した中、諫早方面の隣町で確保した角氷を手押し車でリレーするなどして運び込ぶことで凌いだ。
7月24日には水が引いたものの、園内および本館内に残された膨大な泥土の除去作業に追われ、7月31日まで臨時休館した。水族館駐車場の一部が復旧作業用の資材置場として利用された。長崎バイパスは8月3日に、国道34号は8月20日に復旧した。8月中の入場者数は過去3年間平均の31％に落ち込んだ。

## 園内施設
営業当時の1991年頃の長崎水族館公式リーフレットによると、当時の園内には以下の施設があった。1964年から1972年までは海側の浜が海水浴場となっていた。
- 本館
- ペンギンランド
- ラッコ館
- アシカプール
- 淡水養魚池
- 錦鯉池
- フロートボート池
- レストラン
- 喫茶・軽食
- 海洋探検館
- ジェットコースター
- 遊園地
- 緑の広場

## 年表
- 1959年（昭和34年）4月1日 - 長崎水族館開館。当時の入場料は大人100円、高校生50円、小中学生30円。
- 1959年（昭和34年）5月28日 - 日本動物園水族館協会に加入。
- 1959年（昭和34年）8月5日 - ペンギン室が完成。大洋漁業の捕鯨船より提供されたヒゲペンギン4羽が初入館。「ぺん吉」「ぎん子」「南子」「光(ひかる)」と命名される[7]。
- 1959年（昭和34年）10月 - アシカ池、アザラシ池が完成。
- 1960年（昭和35年）3月 - 淡水養魚池、遊園地が完成。遊園地は1964年に移転、増設。
- 1961年（昭和36年）2月11日 - 大洋漁業の捕鯨船より提供されたアデリーペンギン3羽が初入館。
- 1961年（昭和36年）4月8日 - 大洋漁業の捕鯨船より提供されたジェンツーペンギン7羽、マカロニペンギン1羽が初入館。ジェンツーペンギンの渡来は国内初。
- 1961年（昭和36年）4月24日 - 昭和天皇・香淳皇后が来館。
- 1962年（昭和37年）4月27日 - 大洋漁業の捕鯨船より提供されたオウサマペンギン12羽が初入館。このうち8羽が「ぺん吉」「ぎん子」「かん子」「極夫」「南子」「いさむ」「なみえ」「鼻曲り[8]」と命名される。
- 1963年（昭和38年）1月8日 - 寒冷季の開館時間内限定でアザラシ池でのペンギンの屋外飼育を開始。毎日朝夕に屋内飼育室と往来するペンギンの散歩が園内名物に。
- 1963年（昭和38年）4月21日 - 秩父宮妃（長崎国際文化センター建設委員会名誉総裁）が来館。
- 1963年（昭和38年）5月23日 - 高松宮宣仁親王が来館。1965年7月30日には高松宮妃とともに再び来館。
- 1964年（昭和39年）3月29日 - 大洋漁業の捕鯨船より提供されたコウテイペンギン1羽が初入館。のちに「フジ」と命名される。
- 1964年（昭和39年）4月20日 - 閉館する福岡水族館より寄贈されたコウテイペンギン1羽が入館。
- 1964年（昭和39年）6月16日 - 海水浴場（10,000m2）が開設。
- 1964年（昭和39年）11月20日 - 猿舎・鳥舎・小獣舎などの動物飼育場（3,300m2）が開設。長崎近辺に所在しない動物園の機能も備えた。
- 1965年（昭和40年）6月10日 - 大食堂（550m2）、海水浴場桟敷（980m2）が開設。
- 1965年（昭和40年）7月2日 - 三笠宮崇仁親王・三笠宮妃が来館。
- 1965年（昭和40年）9月2日 - オウサマペンギン「ペギー」誕生。オウサマペンギンの国内初の繁殖成功例となる。翌年5月31日に繁殖賞を受賞。
- 1965年（昭和40年）11月12日 - 長崎国際文化センター建設計画の全事業が完成。翌13日には秩父宮妃が月桂樹を記念植樹。
- 1966年（昭和41年）8月12日 - オウサマペンギン「ペル」誕生。（オウサマペンギンの国内繁殖2例目）
- 1967年（昭和42年）8月19日 - オウサマペンギン「エンビ」誕生。（オウサマペンギンの国内繁殖3例目）
- 1968年（昭和43年）4月27日 - 海洋探検館（400m2）が開設。
- 1969年（昭和44年）8月16日 - オウサマペンギン「ローラ」誕生。（オウサマペンギンの国内繁殖5例目）
- 1969年（昭和44年）9月9日 - 皇太子・皇太子妃（いずれも当時）が来館。トビハゼとイットウダイ科の標本を献上。
- 1971年（昭和46年）10月16日 - 常陸宮正仁親王・常陸宮妃が来館。
- 1972年（昭和47年）3月29日 - フンボルトペンギン4羽が初入館。寒冷季以外も屋外飼育された。
- 1972年（昭和47年）10月 - ペンギン資料室が開設。
- 1973年（昭和48年）1月18日 - イワトビペンギン2羽が初入館。
- 1973年（昭和48年）3月15日 - マゼランペンギン2羽が初入館。
- 1973年（昭和48年）7月22日 - ケープペンギン3羽が初入館。
- 1975年（昭和50年）3月2日 - フンボルトペンギン5羽が入館。
- 1977年（昭和52年）9月24日 - オウサマペンギン「ペペ」誕生。オウサマペンギン3世の国内初の繁殖成功例となる。
- 1978年（昭和53年）5月4日 - フンボルトペンギンの繁殖に成功。
- 1979年（昭和54年）3月31日 - オウサマペンギン「ミミ」誕生。（オウサマペンギン3世の国内繁殖成功2例目）
- 1981年（昭和56年）7月19日 - コウテイペンギン「フジ」がコウテイペンギンの国内最長飼育記録（17年3ヶ月）を更新。
- 1981年（昭和56年）10月 - 1962年に入館したオウサマペンギンのうち生存中の6羽がペンギンの国内最長飼育記録（19年5ヶ月）を更新。
- 1982年（昭和57年）7月23日 - 長崎大水害が発生。
- 1983年（昭和58年）3月 - ペンギン室が拡張され、面積が1.5倍に。
- 1983年（昭和58年）～1987年（昭和62年） - この4年間で5種（マゼラン・ジェンツー・イワトビ・マカロニ・ケープ）のペンギンが8～24年ぶりに入館。
- 1987年（昭和62年）11月 - パノラマ形式の屋外飼育場「ペンギンランド」が開設。
- 1990年（平成2年）秋 - オウサマペンギン11羽が28年ぶりに入館。
- 1992年（平成4年）6月 - ジェンツーペンギンの繁殖に成功。（ジェンツーペンギンの国内繁殖3例目）
- 1992年（平成4年）8月28日 - 長年親しまれてきたコウテイペンギンの「フジ」が死亡。飼育期間は28年5ヶ月。
- 1992年（平成4年）10月 - ケープペンギンの繁殖に成功。
- 1992年（平成4年）秋 - オウサマペンギン5羽が入館。
- 1993年（平成5年）8月 - ジェンツーペンギンの人工繁殖に成功。翌年、繁殖賞を受賞。
- 1995年（平成7年） - ペンギンの飼育数が100羽を超える。
- 1996年（平成8年）5月 - マゼランペンギンの繁殖に成功。
- 1997年（平成9年）8月 - オウサマペンギンの繁殖に18年ぶりに成功。
- 1997年（平成9年）9月 - マカロニペンギンの繁殖に成功。
- 1998年（平成10年）3月31日 - 長崎水族館閉館。

いずれも、白井和夫『長崎水族館とペンギンたち』（藤木博英社・2006年）による。飼育動物はペンギンに関してのみ記載した。

## 参考URL
- 長崎新聞ホームページ内 - ウェイバックマシン（2010年6月17日アーカイブ分）